# كووانسفيل (كيبك)
كووانسفيل، كيبك (بالإنجليزية: Cowansville)‏ هي مدينة كندية تقع في مقاطعة كيبك. تبلغ مساحة هذه المدينة 46.0904 (كم²)، ويبلغ عدد سكانها 12182 نسمة حسب إحصاء سنة 2006 م، بينما كان يسكنها 12032 نسمة في سنة 2001 م. تحتل هذه المدينة المرتبة رقم 301 بين مدن كندا حسب عدد السكان والمرتبة رقم 76 في المقاطعة. النمو سكاني في هذه المدينة يقدر بـ(1.2).

## أعلام
- لين مايلز
- ستيف شاربونو
- جان فرانسوا برتراند
- إميلي ديمرز بوتين
- ويليام جيمس كونيل

## وصلات خارجية
- الأطلس الحكومي لكندا
- إحصاءات كندا مع ساعة تعداد السكان